# ラーマーヤナ ラーマ王子伝説
『ラーマーヤナ ラーマ王子伝説』（ラーマーヤナ ラーマおうじでんせつ、英題：Ramayana: The Legend of Prince Rama）は、1992年に公開された日本・インドの合作アニメ映画。インドの叙事詩『ラーマーヤナ』を原作としており、酒向雄豪が監督・プロデューサーを務めた。両国のスタッフが共同で製作している。

## キャスト
| 役名                 | 声優                         | 声優                   | 声優                           |
| 役名                 | オリジナル英語版             | ヒンディー語吹替版     | ローカライズ英語版             |
| -------------------- | ---------------------------- | ---------------------- | ------------------------------ |
| ラーマ               | ニキール・カプール           | アルン・ゴヴィル       | ブライアン・クランストン       |
| シーター             | ラエル・パダムシー           | ナムラタ・サウニー     | エディ・ミルマン               |
| ラーヴァナ           | ウダイ・マタン               | アムリーシュ・プリー   | トム・ワイナー                 |
| ラクシュマナ         | ミシャル・バルマ             | シャクティ・シン       | リチャード・カンシーノ         |
| ハヌマーン           | ノエル・ゴディン             | ディリップ・シンハ     | マイケル・ソリッチ             |
| ダシャラタ           | ブルブル・ムケルジー         | ハルジェート・ワーリア | マイク・レイノルズ             |
| カイケーイー         | マドゥリカ・ヴァルマ         | サヴァ                 | マリ・デヴォン                 |
| バラタ               | ラフール・ボス               | アダルシュ・ガウタム   |                                |
| マンタラー           | パール・パダムシー           | マンジュ・バティア     |                                |
| クンバカルナ         | バルガヴァ・クリシュナ       | プラディープ・シュクラ | サイモン・プレスコット         |
| シュールパナカー     | シャグフタ・ジャフリー       |                        | バーバラ・グッドソン           |
| インドラジット       | イーソ・ヴィヴィン・マシュー |                        | カーク・ソーントン             |
| スグリーヴァ         | デンジル・スミス             | ラージ・ジョシー       | スティーヴ・ブレン             |
| アンガダ             | シルス・ブローチャ           |                        | エディ・フライアーソン         |
| ジャターユ           |                              | ラケーシュ・ヴィドゥア |                                |
| ジャーンバヴァーン   |                              | ウメシュ・シャルマ     | ジェフ・ウィンクレス           |
| ターラカー           |                              |                        | キャサリン・バティストン       |
| ヴィシュヴァーミトラ |                              |                        | トニー・ポープ                 |
| プラハスタ           |                              |                        | スティーヴ・ブレン             |
| マーリーチャ         |                              |                        | エディ・フライアーソン         |
| ヴィビーシャナ       |                              |                        | マイケル・マコノヒー           |
| ナレーター           |                              | シャトルガン・シンハー | ジェームズ・アール・ジョーンズ |

## 製作
1983年、酒向雄豪はウッタル・プラデーシュ州イラーハーバードの考古学者B・B・ラールのドキュメンタリー番組『The Ramayana Relics』を製作中に『ラーマーヤナ』の物語に興味を抱き、日本に帰国後10種類の翻訳本を読み研究した。『ラーマーヤナ』を読み終えた後、酒向は実写作品では本質を描くことは難しいと判断してアニメ化の構想を抱いた。彼は『ラーマーヤナ』を研究するためインドにて考古学者や歴史家と接触する中でラーム・モハンと出会い、共同で企画を進めることになった。物語は国際市場の観客が受け入れやすくするために簡略化されている。1990年、株式会社ティー・イー・エムが製作出資をし、製作会社日本ラーマーヤナフィルム株式会社が設立され、450人の人員が配置された。インド人スタッフは主にインドの慣習や伝統の描写を日本人スタッフに指導する役目を担った。
アメリカでは、ジェームズ・アール・ジョーンズがナレーションを、ブライアン・クランストンがラーマの声優を務め、アラン・ハワースによる楽曲が追加された、ローカライズ版『The Prince of Light: The Legend of Ramayana』が製作され、2001年11月9日にリリースされた。

## トラブル
『インディアン・エクスプレス』は『The Ramayana Relics』をドキュメンタリー番組ではなく、「日本人が新しい『ラーマーヤナ』を作ろうとしている」と誤った形で報じ、これに反応した世界ヒンドゥー協会は「インドの国家的遺産である『ラーマーヤナ』を外国人が勝手に映画化することは許されない」とする抗議文をデリーの日本大使館に送付した。誤解が解消された後、酒向は世界ヒンドゥー協会とインド政府に映画のキャラクターデザインを提出し、「日本ではアニメーションは真剣な芸術形式であり、世界の人々に『ラーマーヤナ』を広めるのに役立つ」と説明した。当初、インド政府は彼の意見に同意したものの、後に「『ラーマーヤナ』は非常にセンシティブな題材であり、アニメ化することはできない」として協力を辞退している。最終的に映画は日本で製作され、日印のスタッフ450人が参加した。